# Abû Saïd Uthmân III
Pour les articles homonymes, voir Abû Saïd.
Abu Said Uthman III, ou Abû Sa`id `Uthmân ben Ahmad, né à une date inconnue, est un sultan mérinide. Il succéda à son frère Abu Amir Abd Allah comme sultan en 1398. Il est mort assassiné par son vizir le 21 octobre 1420, laissant la succession à son fils Abu Muhammad Abd al-Haqq, âgé seulement d'un an.

## Histoire
Les Portugais s'emparèrent de Ceuta en 1415.